# 霍伊尔森
霍伊尔森是德国下萨克森州的一个市镇。总面积3.97平方公里，总人口998人，其中男性494人，女性504人（2011年12月31日），人口密度251人/平方公里。